# Jula De Palma in Jazz
Jula De Palma in Jazz è un  EP inciso nel 1958 da Jula De Palma con il Quartetto Jazz diretto da Lelio Luttazzi)

## Il disco
Il disco venne pubblicato a settembre 1958 e contiene quattro noti standard jazz registrati il 4 luglio secondo la cantante, l'8 luglio secondo Adriano Mazzoletti o il 18 luglio 1958 secondo Arrigo Zoli. La foto in copertina è di Franco Scheichenbauer. Le prime tre canzoni, Just One Of Those Things, Blues In The Night e The Nearness Of You, furono presentate dalla De Palma poche settimane prima al Festival Nazionale del Jazz di Roma, in cui vinse la coppa come miglior cantante jazz italiana.

## Tracce
Lato A
1. Just One of Those Things (Cole Porter)
2. Blues in the Night (testo: Johnny Mercer – musica: Harold Arlen)

Lato B
1. The Nearness of You (testo: Ned Washington – musica: Hoagy Carmichael)
2. Pennies from Heaven (testo: Johnny Burke – musica: Arthur Johnston)

## Formazione
- Lelio Luttazzi: pianoforte, direzione
- Leonello Bionda: batteria
- Alceo Guatelli: contrabbasso
- Franco Chiari: vibrafono